# 44-я гвардейская пушечная артиллерийская бригада
44-я гвардейская пушечная артиллерийская Одесская Краснознамённая ордена Богдана Хмельницкого бригада Резерва Главного Командования — воинское формирование Вооружённых Сил СССР, принимавшее участие в Великой Отечественной войне и послевоенные годы.
Сокращённое наименование — 44 гв. пабр РГК.

## История формирования
44-я гвардейская пушечная артиллерийская Одесская бригада сформирована на базе 110-го гвардейского армейского пушечного артиллерийского Одесского полка 24 мая 1944 года. В бригаду вошли: 839-й отдельный разведывательный артиллерийский Одесский дивизион в полном составе, огневые взвода и некоторые офицеры других подразделений 1162-го армейского пушечного артиллерийского Одесского полка 5-й ударной армии.
В состав бригады вошли: батарея управления, разведывательный артиллерийский дивизион, три артиллерийских дивизиона, по три четырёхорудийные батареи 152-мм гаубиц-пушек МЛ-20.

## Участие в боевых действиях
Период вхождения в действующую армию: 24 мая 1944 года — 5 сентября 1944 года и 30 октября 1944 года — 9 мая 1945 года.
В августе 1944 года бригада в составе 5-й ударной армии 3-го Украинского фронта участвовала в Ясско-Кишинёвской операции. С 6 сентября 1944 года бригада выведена в резерв Ставки ВГК в район г.Ковель.
В январе-феврале 1945 года бригада в составе 5-й ударной армии 1-го Белорусского фронта участвовала в Висло-Одерской операции . С 3 февраля 1945 года в боях по удержанию и расширению плацдарма в районе г. Кюстрин.
С 16 апреля по 8 мая 1945 года бригада принимала участие в Берлинской операции. 20 апреля в 4 часа дивизионы бригады открыли огонь по Берлину.

## Подчинение
- С 24 мая по 5 сентября 1944 года в составе 5-й ударной армии 3-го Украинского фронта.
- С 6 сентября 1944 года бригада выведена в резерв Ставки ВГК.
- С 30 октября 1944 года по 9 мая 1945 года в составе 5-й ударной армии 1-го Белорусского фронта

После расформирования 5-й ударной армии в декабре 1946 года бригада переподчинена 3-й ударной армии, пункт постоянной дислокации Альтенграбов (Ериховер-Ланд, Саксония-Анхальт, Германия).

## Командование бригады

### Командир бригады
- Соколов, Иван Александрович (24.05.1944 — 09.05.1945), гвардии подполковник, гвардии полковник[1]

### Заместители командира по строевой части
- Каменский Василий Егорович (1944), гвардии подполковник[3];
- Захаров Варфоломей Никитович (1945), гвардии майор[3]

### Начальник политического отдела
- Мальцев Василий Григорьевич (24.5.1944 — 9.5.1945), гвардии подполковник[1]

### Начальник штаба бригады
- Шахов Иван Власович (24.05.1944 — 9.05.1945), гвардии подполковник[4]

### Помощник начальника штаба бригады
- Мельников Виктор Сергеевич (24.05.1944 — 9.05.1945), гвардии майор[4]

### Помощник командира бригады по технической части
- Телегин Николай Дмитриевич, гвардии майор

### Помощник командира бригады по материальному обеспечению
- Выходцев Пётр Яковлевич (24.05.1944 — 9.05.1945), гвардии майор

## Награды и почётные наименования
| Награда (наименование)                | Дата награждения                                                               | За что получена |
| ------------------------------------- | ------------------------------------------------------------------------------ | --- |
| Почётное звание «Гвардейская»         | присвоено приказом Народного комиссара обороны СССР № 102 от 1 марта 1943 года | За проявленную отвагу в боях за Отечество с немецкими захватчиками, за стойкость, мужество, дисциплину и организованность, за героизм личного состава (унаследовано от 110-го гвардейского армейского пушечного артиллерийского полка) |
| Почётное наименование «Одесская»      | присвоено приказом Верховного главнокомандующего № 099 от 19 апреля 1944 года  | За отличия в боях с немецкими захватчиками за освобождение города Одесса (унаследовано от 110-го гвардейского армейского пушечного артиллерийского полка)                                                                              |
| Орден Красного Знамени                | награждена указом Президиума Верховного Совета СССР от 19 февраля 1945 года    | За образцовое выполнение заданий командования в боях с немецкими захватчиками, за овладение городами Сохачев, Скерневице, Лович и проявленные при этом доблесть и мужество                                                             |
| Орден Богдана Хмельницкого II степени | награждена указом Президиума Верховного Совета СССР от 28 мая 1945 года        | За образцовое выполнение заданий командования в боях при прорыве обороны немцев и наступлении на Берлин а проявленные при этом доблесть и мужество                                                                                     |

## Отличившиеся воины
- гвардии сержант Васильченко Николай Тихонович, командир орудия